# Suzanne Thoresen
Suzanne Thoresen (18 juin 1858 - avril 1914) est la fille de Magdalene Thoresen et l'épouse du dramaturge Henrik Ibsen.
Elle a partagé les années difficiles précédant le succès de son mari (qui n'arrivera qu'en 1866) et aidé celui-ci à lutter contre le découragement.
Féministe, elle servira de modèle pour deux personnages féminins :
- Hiördis, héroïne des Guerriers de Helgeland (1857), vierge guerrière qui rejette tous les attributs traditionnels de la femme ;
- Svanhild dans La Comédie de l'amour (1862), artiste peintre éprise d'un poète, mais comme chacun refuse de connaître le dépérissement de leur amour, ils décident de se quitter.